# Svetozar Mašin
Svetozar Mašin (češ. Svetozár Mašín; Valjevo, 1851 — Smederevo, 21. maj 1886) bio je građevinski inženjer Kraljevine Srbije, češkog porekla.

## Biografija
Mašin je bio sin Jovana Mašina, lekara kneza Mihajla i kralja Milana Obrenovića, a njegov mlađi brat Aleksandar Mašin bio je jedan od zaverenika u Majskom prevratu, a kasnije i načelnik generalštaba i ministar. Imao je još brata Nikolu i sestre Leposavu i Poleksiju.
Mašin je bio glavni inženjer na izgradnji železničke pruge do Leskovca, radio je kao rudarski inženjer u rudniku Lece, kod Medveđe, na obnovi starog rimskog puta u blizini Petrovca na Mlavi, na trasiranju puta Kraljevo-Raška, a bio je i upravnik Podrinjskih rudnika.
Poznati inženjer bio je prvi muž, kasnije srpske kraljice Drage. Bio je blizak poznanik njenog oca Pantelije-Pante Lunjevice, po čijoj se želji i njome oženio. Poznavao je i kralja Milana Obrenovića. Svetozar i Draga su se venčali u avgustu 1883. godine, u beogradskoj Sabornoj crkvi. Zajedno su živeli u više mesta (Krupanj, Leskovac, Petrovac na Mlavi, Kraljevo), ali brak je potrajao svega tri godine - do Svetozareve smrti. O tome kako je umro postoje različite verzije: Od srca (navodno zbog previše pića), epilepsije, po nekima se radilo o samoubistvu zbog ljubomore, a možda i ubistvu. (Svetozarov brat Aleksandar je za njegovu smrt kasnije krivio Dragu, a na kraju je i učestvovao u njenom ubistvu). Sahranjen je na groblju Karaul, u Petrovcu na Mlavi. Draga je nasledila muževljevu penziju a zadržala je i prezime.
Hroničar starog Kraljeva Dragoljub Obradović Kondis, je zabeležio, da je 1882. godine, u današnjem Kraljevu (tada Karanovcu) u hotelu "Pariz" u čast kralja Milana Obrenovića priređen bal na kome su mu predstavljeni i inženjer Svetozar Mašin i supruga mu Draga. Mašini su u Kraljevu živeli dok je inženjer radio na trasiranju puta za Rašku. Legenda kaže da se tokom bala kralj grubo našalio s Mašinom na račun krivine Lakat i serpentina na Šaševu, što je inženjera teško pogodilo, pa je pao u depresiju. Jednog dana se čulo da se ubio.
Koristio je državni stan u Smederevu, u kome je Draga nastavila da živi i posle njegove smrti.

## Porodica

### Roditelji
| ime              | slika | datum rođenja | datum smrti        |
| ---------------- | ----- | ------------- | ------------------ |
| Jovan Mašin      |       | 1820.         | 24. decembar 1884. |
| Barbora Všeteček |       |               |                    |

#### Supružnik
| ime             | slika | datum rođenja       | datum smrti   |
| --------------- | ----- | ------------------- | ------------- |
| Draga Lunjevica |       | 23. septembar 1864. | 11. jun 1903. |